# Eszenyi Irma
Eszenyi Irma (Budapest, 1921. december 12. – Budapest, 2000. szeptember 28.) magyar opera-énekesnő (mezzoszoprán). Vasadi Balogh Lajos zeneszerző, karmester felesége.

## Élete
Zongoraművésznek készült. A Székesfővárosi Felsőbb Zeneiskolában 1935-től Horusitzky Zoltán növendéke volt. 1940 és 1947 között ugyanott dr. Jászó Györgynénél tanult énekelni.
Még a végzés előtt szerződtette Vaszy Viktor az 1945–46-os évadra Szegedre. 1946 őszétől lett a Magyar Állami Operaház tagja. 1947. február 13-án debütált a Carmen Mercédèseként. Az 1951–52-es évadban kapott először főszerepeket. 1972-ben nyugdíjazták, utolsó fellépte az év április 2-án volt a Porgy és Bess Mariájaként.
Operaszínpadon és hangversenyeken is gyakran szerepelt belföldön és Európában. Fellépett az Aix-en-Provence-i és a besançoni fesztiválon. Legemlékezetesebb alakításai Verdi- és Wagner-operáinak főszerepei mellett a Kékszakállú Juditja volt.
Gyermekei is operaházi tagok lettek: leánya, Vaszkó Katalin címzetes magánénekes, fia Vasadi Balogh Miklós énekkari tag.

## Szerepei
- Bartók Béla: A kékszakállú herceg vára – Judit
- Georges Bizet: Carmen – címszerep; Mercédès
- Alekszandr Porfirjevics Borogyin: Igor herceg – Jaroszlavna dajkája
- Benjamin Britten: Peter Grimes – Mrs. Sedley
- Pjotr Iljics Csajkovszkij: Jevgenyij Anyegin – Larina
- Léo Delibes: Lakmé – Miss Rose
- Gaetano Donizetti: Lammermoori Lucia – Alisa
- Erkel Ferenc: Hunyadi László – Hunyadi Mátyás
- Erkel Ferenc: Bánk bán – Gertrud királyné
- George Gershwin: Porgy és Bess – Maria
- Engelbert Humperdinck: Jancsi és Juliska – A boszorkány
- Leoš Janáček: Katyja Kabanova – Marfa Kabanova
- Julij Szergejevics Mejtusz: Az Ifjú Gárda – Jelena Nyikolajevna
- Wolfgang Amadeus Mozart: Figaro lakodalma – Marcellina
- Wolfgang Amadeus Mozart: A varázsfuvola – Második hölgy
- Modeszt Petrovics Muszorgszkij: Borisz Godunov – Fogadósné
- Giacomo Puccini: Tosca – Pásztorfiú
- Giacomo Puccini: Pillangókisasszony – Kate Pinkerton
- Ribáry Antal: Lajos király válik – Német hercegnő
- Richard Strauss: A rózsalovag – Annina
- Eugen Suchoň: Örvény – Zimoňka
- Giuseppe Verdi: A trubadúr – Inez
- Giuseppe Verdi: Rigoletto – Ceprano grófné
- Giuseppe Verdi: La Traviata – Annina
- Giuseppe Verdi: Aida – Amneris; Főpapnő
- Giuseppe Verdi: Don Carlos – Eboli hercegnő
- Richard Wagner: Tannhäuser – Vénusz
- Richard Wagner: Lohengrin – Ortrud
- Richard Wagner: Trisztán és Izolda – Izolda
- Richard Wagner: A nürnbergi mesterdalnokok – Magdalena
- Richard Wagner: A walkür – Brünnhilde; Siegrune
- Kurt Weill: Mahagonny városának tündöklése és bukása – Özvegy Begbickné